# 北投普濟寺
25°08′09″N 121°30′40″E / 25.135903°N 121.511181°E
北投普濟寺，全名靈泉山普濟寺，舊名鐵真院，是位於臺灣臺北市北投區林泉里的佛寺，由日治時期臺灣總督府交通局鐵道部員工捐款建立，大正五年（1916年）1月落成。此寺創始時屬於禪宗臨濟宗妙心寺派，後歷經宗派更迭，今列為直轄市定古蹟。

## 沿革

### 日治時期

#### 臨濟宗妙心寺派
臨濟宗妙心寺派在新北投的活動可追溯至日治初期。明治三十二年（1898年）:138時細野南岳、河尻宗現、足利天應三位法師受北投信徒松本龜太郎之邀，駐錫於北投山上虞兆庵。虞兆庵倒塌後三人曾暫住松本氏居處，後因認為長住民家不合戒律而回歸劍潭寺，過著在臺北、北投間往返的生活:7-11。

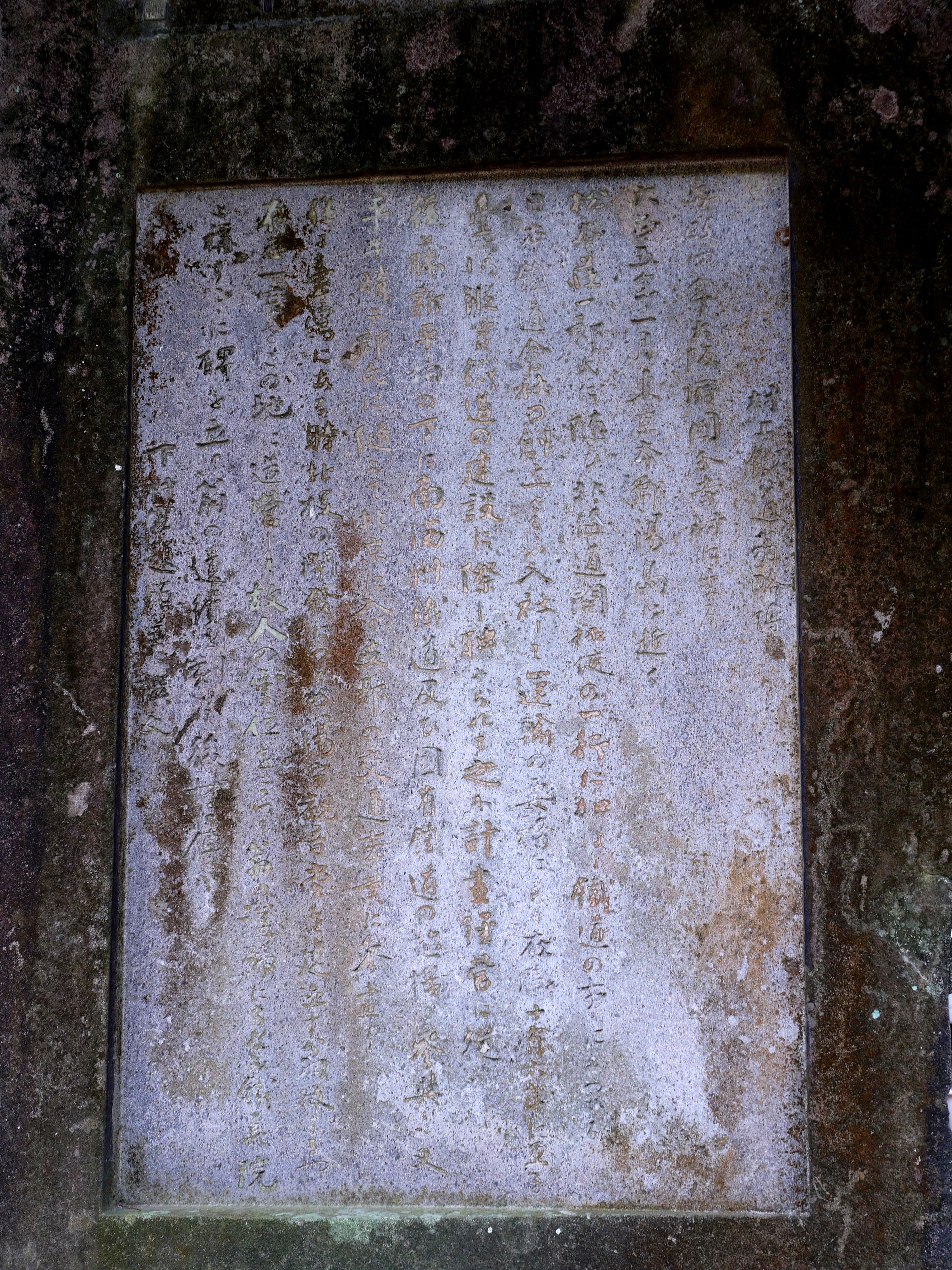
村上鐵道翁略傳碑文

此佛寺是鐵道部員工集資建立。大正五年（1916年）1月，員工村上彰一過世，當時寺院尚未完工即緊急設立祭壇，舉辦追悼法會，松本龜太郎與信眾商討，決定以村上彰一之戒名「鐵真院釋淨彰居士」中的院號「鐵真院」作為寺名。大正四年（1915年）員工開始捐款，並迅速於同年（1915年）12月至次年1月間建造完成，建成後經參與建寺的比丘則竹玄敬向臨濟護國禪寺請求，由鈴木雪應擔任住持，是臨濟宗妙心寺派布教所，也是昔日北投鐵道部員工祭祀與休憩的
聚集場所。
大正七年（1918年）1月18日農曆新年期間，鐵真院為祝福民眾今年能夠開運、進步向上，因而舉辦抽籤活動。院內提供大、中、小三種尺寸的數百尊達摩像供參拜者抽籤，每人均可抽中。院方也在《臺灣日日新報》刊登活動消息，歡迎民眾踴躍參加。此外，該院也曾在五月中旬舉行湯守觀音例祭，例祭當天會舉辦藝技表演、相撲、花火等餘興節目。
大正十二年（1923年）時裕仁皇太子曾來參觀。
昭和九年（1934年）鈴木雪應對鐵真院進行大規模擴建並建立「村上彰一翁碑」，同年3月6日由鈴木雪應主持上棟式，7月28日獲認可升格為正式寺院:148。
| 住持名稱 | 住持任期                                           | 備註                         |
| -------- | -------------------------------------------------- | ---------------------------- |
| 鈴木雪應 | 大正五年（1916年）至昭和十年（1935年）             | 任內對鐵真院進行大規模擴建。 |
| 東海宗達 | 昭和十五年（1940年）12月10日至昭和十七年（1942年） |                              |
| 安田文秀 | 昭和十七年（1942年）4月8日至民國三十五年（1946年） | 為鐵真院最後一位日籍住持。   |

#### 湯守觀音
「湯守觀音」是一尊雕刻於日治時期的觀音石像，「湯」有溫泉之意，「守」有保佑之意，因此「湯守觀音」直譯即為「守護溫泉的觀音」。佛像是按照妙心寺派據點臺北新起町大悲閣的西國三十三番觀音圖之一所設計，造型為觀音立於龜甲之上、手持寶瓶撒下靈水，烏龜仰頭接飲。根據明治四十二年（1909年）的《北投溫泉誌》，該像高二日尺（60公分），重三百斤（180公斤），是北投溫泉業者為求保佑，由鐵道部員工村上彰一贈送。觀音像開眼於明治三十八年（1905年）10月17日，當天前來參拜的日本人有一千餘人，臺灣人有五百餘人，此外也有招待咖啡、相撲、藝妓、戲劇等餘興節目，火車票亦有打折，吸引不少人前來。
觀音像開眼後即供奉於臺北堀內商會會長桂光風捐建的「湯守觀音堂」內，該堂位於平田源吾的溫泉旅館「天狗庵」下方、共同入浴場上方，其後曾遷移數次。明治四十三年（1910年）左右的老照片顯示觀音堂位於北投公園水池旁；大正六年（1917年）由於北投公園擴建而遷移到普濟寺旁樹林，此地點為村上彰一在世時提議，部分由陸軍提供。
關於觀音像遷入普濟寺供奉的年份並無明確資料，目前只知當普濟寺前管理人楊吳滿在民國五十九年（1970年）來到該寺時，湯守觀音已經供奉在寺內。對此北投文史工作者楊燁推測觀音像於昭和九年（1934年）普濟寺擴建時被嵌於該寺牆壁上。楊燁也表示網路流傳北投普濟寺的建立時間為明治三十八年（1905年），但該年其實是湯守觀音堂的建立年份，因湯守觀音像後來移入了普濟寺內，讓普濟寺誤得了「溫泉守護寺」的美名。
民國一百零九年（2020年）寺方複製原有的湯守觀音像，新打造湯守觀音的複製石像。

### 戰後時期
戰後此寺改名為「鐵真寺」。民國35年（1946年）3月10日智性法師受安田文秀委託，擔任鐵真院代理人，直至民國三十八年（1949年）格魯派第17世甘珠活佛駐錫此寺為止。甘珠活佛駐錫時此寺二度更名，全稱為「靈泉山普濟寺」。民國五十二年（1963年）甘珠活佛以整修此寺為由，向臺灣省政府主席黃杰陳情，希望能請陽明山管理局命令占用住持寮房的住戶遷居，但陽明山警察多次前往驅逐未果，導至住持寮房遭長期侵占，慧明法師擔任此寺住持時才購回寮房產權。民國五十八年（1969年）由性如法師接任住持，同年普濟寺加入中國佛教會臺北市分會。性如法師在民國七十四年（1985年）過世，其在遺囑中將普濟寺交由楊吳滿管理。民國八十年（1991年）楊吳滿邀請蓮航法師續任住持。
民國七十六年（1987年）前，臺北市政府擬將普濟寺作為中華漢藏文化協會會址，擔任理事長的星雲法師不忍讓原住持遷出，便與悟一法師前往，當面將政府公文撕掉以表示讓原住持續住。

#### 列為古蹟及修復
民國八十五年（1996年）時，一位在寺內幫忙的張姓女子表示，該寺性如法師、蓮航法師兩位師父都從小出家，並在中國大陸大型寺院修行，養成佛僧應自給自足的理念與習慣，因此普濟寺內的功德箱都放在不顯眼處，也未設任何販賣佛教文物、禮品櫃台，多年來寺中經費僅夠維持日常開銷；又由於該佛寺屋頂過高、保養不易，過去常發生屋頂漏水現象，住持性如法師很早即決定僱工翻修，但奈何經費不足。
民國八十年代（1990年代）中期，許陽明開始致力於重建北投溫泉鄉，曾推崇此寺證明了臺灣文化的包容。民國八十六年（1997年）9月，許陽明向臺北市政府提出古蹟陳請書，同年10月23日進行會勘，後在11月27日通過審查，民國八十七年（1998年）3月10日，許陽明同時申請的九處古蹟，臺北市政府將北投普濟寺、北投臺灣銀行舊宿舍、長老教會北投教堂..等等公告列為市定古蹟，而北投公園石拱橋則被登錄為紀念性建物。民國八十八年（1999年）九二一大地震爆發，可能普濟寺屋頂遭受波及，2000年2月連日大雨，22日傍晚普濟寺大店主樑突然斷裂，屋頂中脊熨斗瓦突然破一個約屋頂四分之一寬的大洞，雨水大量注入室內。隔日清晨普濟寺當時管理人吳滿居士到寺，看到災情嚴重，立刻電請許陽明幫忙處理，許陽明團隊陳林頌等立即到場，先用塑膠布覆蓋破洞之處，以防止雨水繼續注入室內，並說明協助寺方古蹟破損之處理程序，並說明如何向文化局申請補助修理古蹟。。
民國八十九年（2000年）3月7日，臺北市文化局因接獲住持蓮航法師反映，表示佛寺屋脊及屋簷已剝離、塌陷，於是文化局副局長黃才郎與國有財產局相關官員前往會勘。同年11月5日由文化局長龍應台與寺方舉行修繕開工典禮，文化局撥款新臺幣六百八十餘萬元，為文化局成立後首宗補助整修私人寺廟的案例。負責工程的是之前曾修復新莊武聖廟的慶霖營造公司，修護的日式黑瓦來自蘇州瓦廠。
民國九十年（2001年）3月13日，農曆二月十九日觀音誕辰上梁。同年（2001年）9月15日舉行修復完工典禮，由文化局龍局長主持剪綵，台北市佛教會淨良、清霖、宋誠、法航等多位法師，及臺北市議會副議長費鴻泰、市議員魏憶龍均到場致賀，來自社區的大屯吟社、復興高中也以音樂讚頌這棟百年古蹟重生。

#### 修復完成後
民國九十年（2001年）左右，有一位臺灣鐵路管理局員工至此寺登山時，發現該寺是由日治時期鐵道部員工集資建立，遂追查此寺是否屬於臺鐵資產，後來發現不是。又由於臺鐵員工訓練中心位於北投，民國九十二年（2003年）左右中心主任陳瑞良就開始安排課程，讓受訓員工知道此寺與臺鐵的淵源，傳出「鐵路廟」之稱號。
此寺第8、9任住持分別是禪宗百丈山力行禪寺的慧明法師、如目法師，曾於民國一百零六年（2017年）1月時舉辦湯守觀音見面會，為戰後首次公開。同年（2017年）5月時如目法師經由日本溫泉協會理事、作家西村理惠的聯繫，前往妙心寺派大本山妙心寺靈雲院進行溯源之旅，獲得該院方丈則竹秀南禪師接見，12月秀南禪師率團來臺參訪，並與普濟寺締結為友好寺院，以掛牌、植樹等方式紀念，此後妙心寺以及普濟寺每年皆會互相參訪。民國一百一十年（2020年）如廣法師擔任住持。
| 住持名稱 | 住持任期                                           |
| -------- | -------------------------------------------------- |
| 智性法師 | 民國三十五年（1946年）至民國三十八年（1949年）     |
| 甘珠活佛 | 民國三十八年（1949年）至民國六十七年（1978年）     |
| 性如法師 | 民國六十七年（1978年）六月至民國七十四年（1985年） |
| 蓮航法師 | 民國八十年（1991年）至民國九十七年（2008）年       |
| 慧明法師 | 民國九十七年（2008年）至民國一百零三年（2014）年   |
| 如目法師 | 民國一百零三年（2014年）至民國一百一十年（2020）年 |
| 如廣法師 | 民國一百一十年（2020年）至今                       |

## 寺景
從北投中山路步行而下，可望見北投普濟寺聳立在左側對面山坡上，門牌是北投區溫泉路112號。通往此寺的石板梯是由唭哩岸石所造，約八十階，一路為樟樹和相思樹所擁罩，寺院裡則種滿七里香、秋蘭、山茶花、杜鵑花和仙丹樹。依當地林泉里里長張聿文的話，拐上石階梯後，就感覺到了日本。

### 大殿
大殿面寬三開間，進深亦是三間，近正方形。

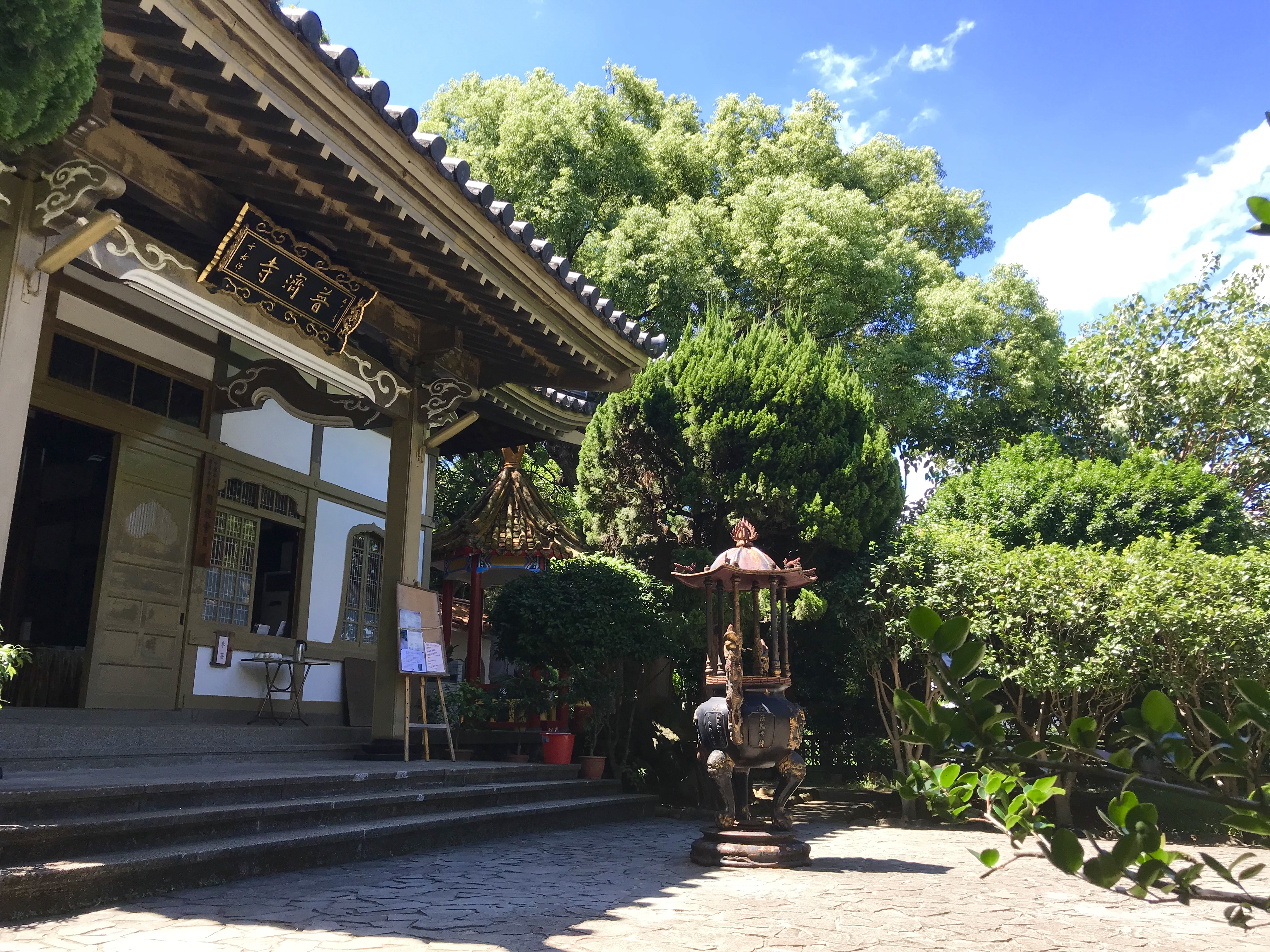
寺前

屋頂屬入母屋造，屋脊平直。寺廟外牆為白色，室內用木頭造成的屋樑為原色，正面左右側各有二座窗戶，其中最外側的窗戶製成鐘狀，稱為「花頭窗」。屋瓦是以黑瓦作為材料，鋪瓦片形式為「筒瓦」、「板瓦」。木造屋身飾有五圓圈造型的鬼瓦與懸魚。屋簷下方木條排列整齊，是處理出簷及裝飾簷下的構造物，稱作「垂木」。

寺前方突出供放置香爐處，日語稱「向拜」，門額向前伸出兩根弧形的海老虹樑與主結構部分相連，中央屋簷亦向前伸出，形成一處玄關，在臺灣寺院少有。這種形式，乃江戶時代的建築風格。寫有「普濟寺」的廟匾則為民國38年（1949年）更名時，由于右任所題。地面鋪有龜甲造型之地基、屋頂橫梁亦有烏龜裝飾，象徵長壽、吉祥。
從正面進入大殿後首先會見到供奉彌勒菩薩的供桌，供桌後是地面抬高，鋪設塌塌米的佛堂，此設計方便跪坐禮佛，為日本佛寺常見的工法。主要供奉千手觀音，湯守觀音像則鑲嵌在千手觀音像後方牆上，殿內另有擺設大藏經、寫著「萬德莊嚴」的布幕，懸樑上有紅色花瓶狀裝飾。
該寺在戰後長年由被當地人尊稱為「楊師姊」的楊吳滿管理，據說在她照顧下，寺內物品器皿幾乎無太大變動。民國一百零五年（2016年）楊吳滿身體不適，因此由時任住持如目法師接任打掃工作。
根據調查，全臺灣除北投普濟寺外，僅花蓮吉安慶修院同屬類似的寺廟。其建築風格折衷了和樣、禪宗樣，與觀心寺相若。

### 住持寮房

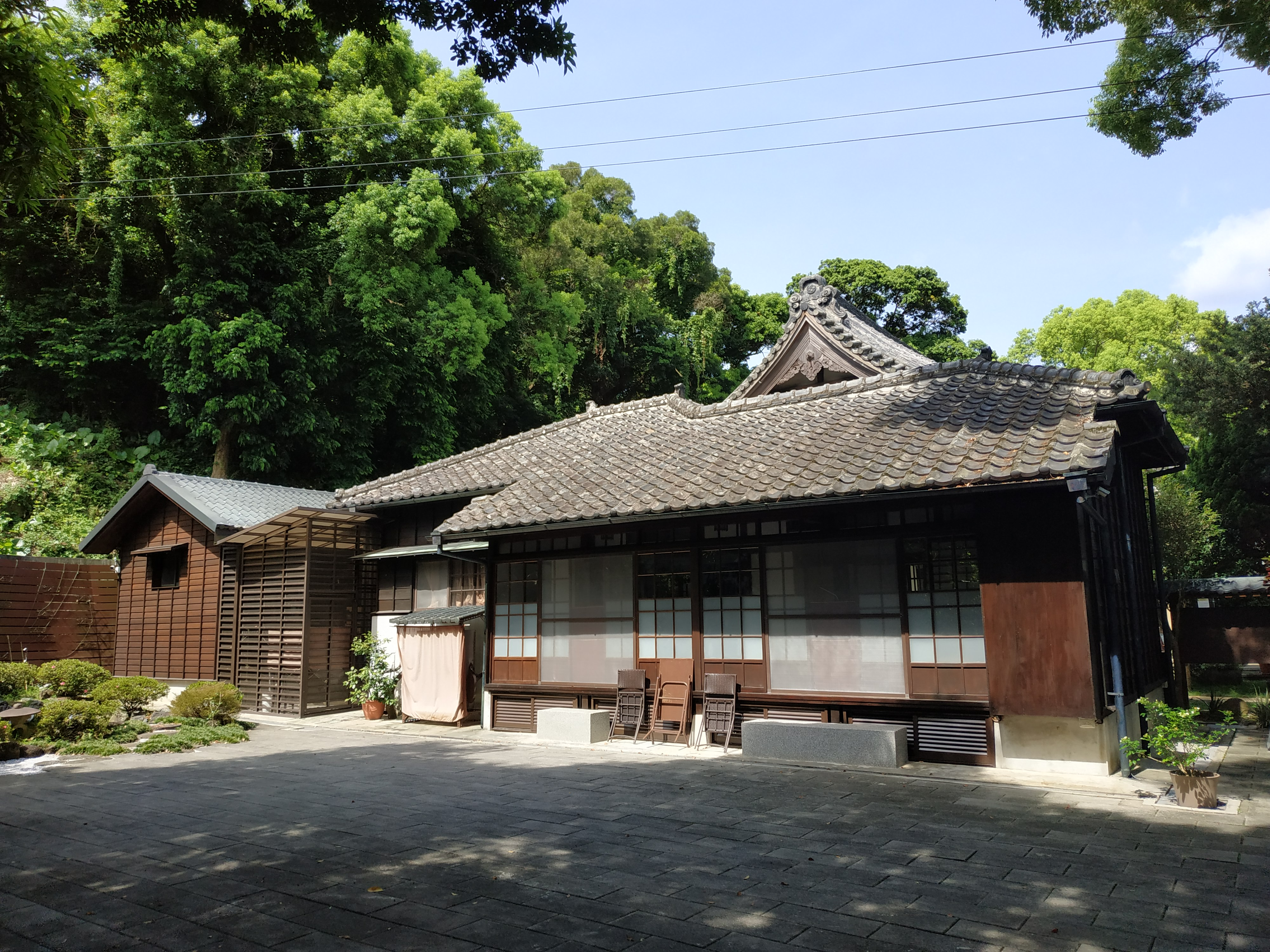
住持寮房

住持寮房是昭和九年（1934年）擴建時所建，同年三月二十六日舉行上棟式。面寬七點五開間，進深六開間，占地四十五坪。以磚造、木構為基礎，建材為臺灣杉木及檜木，牆體構造為竹編灰泥壁，外牆鋪設雨淋板，內牆敷以白灰壁面，屋頂鋪設文化黑瓦，並以鬼瓦為飾。

### 石雕碑刻

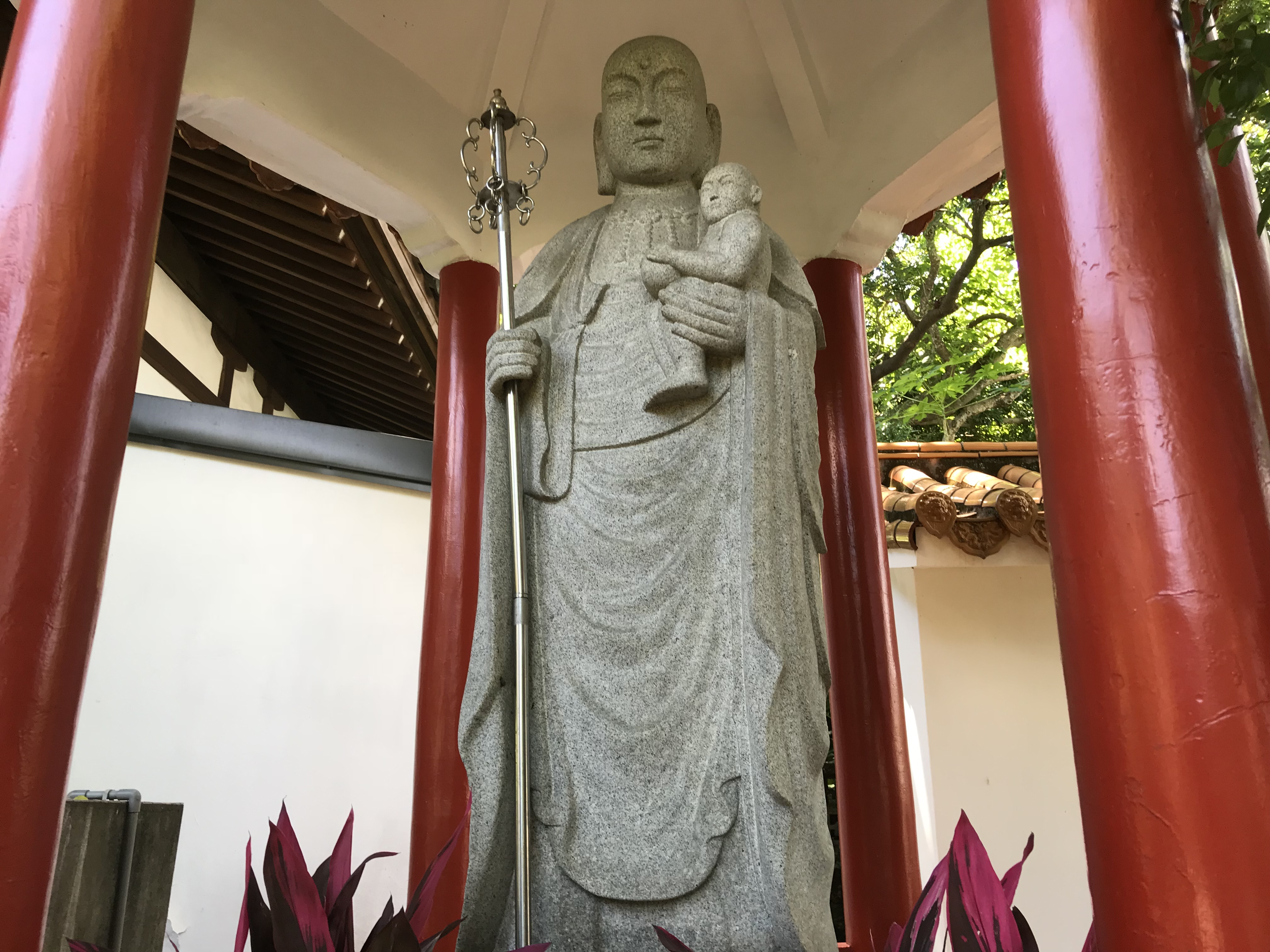
子安地藏像

庭院一隅有日本前鐵道部長下村宏撰文、題額紀念村上彰一的「村上彰一翁碑」，此碑是由鐵道部工務課職員江原節郎所建。
庭院中的子安地藏像是住持鈴木雪應向日本訂製，於昭和六年（1931年）4月24日舉行開眼供養儀式，當時是臺灣最大尊之石雕王地藏菩薩。活動參與者包含信徒、小學校學生、詠歌講成員、佛教婦人會會員等。民國79年－109年（1990年－2020年）時此地藏像安奉於藝人張琴興建的涼亭中，亭上懸掛「慈航普渡」四字匾額，落款為「中華民國六十五年十月四日吉旦，葉公超，信女張愛琴敬獻」，亭左右各有一根高及人肩的石柱，上方鐫刻「獻納」、「昭和六年」等字樣。此佛像曾被誤會是送子觀音或失蹤已久的湯守觀音像。

### 棟札
屋頂中的棟札是民國八十九年（2000年）進行重修時所發現，該棟札是昭和九年（1934年）擴建時所立，上面寫有「請負江原節郎」字樣。棟札上方使用大字書寫「奉真讀大般若理趣分經」，右側使用小字書寫「佛運延洪 皇基鞏固 萬民和樂」，左側書寫「法輪常轉 仁澤普霑 國土昭平」。棟札下方書寫「寶牘 惟時 昭和九甲戊彌生下浣悃修上棟式主任比丘雪應」，右側書寫「謮負 江原節郎」、「大工 菅定義 同 須川久吉」，左側書寫「建築委員」四字。
建築委員的名單總共有四排，第一排為「桐村純一、江原節郎、鳥居嘉藏、戶水昇」，其中桐村純一有「長」字，表示其為建築委員長。第二排為「小川嘉一、吉武才藏、寺西仙次郎、鈴木倉吉」，第三排為「池田永、木曾留吉、松本安藏、塚口重次」，第四排為「大角馬之助、陳清地、周碧、許德定」。

### 佛像
大殿內的千手觀音像平時位於湯守觀音像前方。民國一百零六年（2017年）寺方舉辦湯守觀音見面會，為讓公眾看到湯守觀音像，因此將千手觀音像請出，意外發現千手觀音像背後寫有「為寺西氏先祖代代菩提，施主寺西仙次郎」的字樣。
之後整修住持寮房時，發現寮房地下埋藏著一尊安置於廚子的觀世音菩薩像，初步判定疑似是江戶時代的造像。

## 相關活動
民國一百零六年（2017年）1月時該寺開始舉辦湯守觀音見面會，為戰後首次公開。民國109年（2020年）時湯守觀音見面會一年舉辦一次，時間為春節寺方打掃之後，亦為茶花季節。
民國一百零九年（2020年）10－11月時北投也舉辦「愛您愛鄰『祐現』北投湯守觀音祭」系列活動，內容包含發表《探索北投普濟寺‧湯守觀音》一書、復刻湯守觀音像與社區創意隊伍一同踩街遊行、擲筊求湯守觀音等身石福袋、在溫泉博物館大草皮和北投公園溜冰場舉辦市集、電動車遊北投等，兼具為2019冠状病毒病祈福、推動地方創生之目的。

## 註解
1. ↑  細野氏為該派大本山妙心寺塔頭隣華院之弟子，於明治三十年（1897年）1月以隨軍布教師身分來臺，曾發願於臺北、福建設置臨濟寺院[2]，以臺灣為基地將教務推向中國大陸、建立「鎮南」事業。細野氏後與河尻宗現、高橋醇領在無本山資助下，於劍潭寺斷食入定，臺日信徒遂由此增加[3]。
2. ↑  又名足利惠倫，為東京月桂寺住持、鎌倉圓覺寺之副管長，明治三十二年（1898年）受細野氏邀請來臺，受到臺灣信徒歡迎。[3]
3. ↑  為北投溫泉旅館「松濤園」創始者、製陶業者、新北投線鐵路倡議者之一，大正七年（1918年）11月19日在北投去世，妙心寺住持贈予「妙心第一座」之頭銜，法號「破庵無住禪師」。[4]
4. ↑  此寺之創建緣由另有一說，指其是是鐵道部員工為祭祀因公殉職的鐵路工人而集資建立[7]。
5. ↑  根據立於普濟寺中的「村上彰一翁碑」記載，村上氏於安政四年（1857年）生於大阪府國分寺村，曾參與北海道鐵路、臺灣縱貫鐵路、南滿洲鐵道之計畫、營運，大正五年（1916年）歿於東京本鄉湯島[8][9]，亦曾參與雕製此寺中湯守觀音事宜[10]，詳見下文。
6. ↑  則竹氏於16歲時隨梅山玄秀來臺弘法，曾至花蓮一帶傳教，於普濟寺落成後則前往臺南布教，後擔任妙心寺派臺南布教所達磨寺住持[1]:149[12]，於將近五十歲時罹患斑疹傷寒，被勸娶妻以照顧身體，昭和十二年（1937年）生下則竹秀南禪師，92歲圓寂[13]。其子秀南禪師之生平簡介請見此註。
7. ↑  東海宗達為岐阜縣人，明治三十七年（1904年）出生，於昭和十年（1935年）來臺，在臨濟護國禪寺附近佈教。昭和十五年（1940年）12月10日擔任鐵真院住持，昭和十七年（1942年）返日擔任岐阜惠利寺住持，昭和六十一年（1986年）過世[11]。
8. ↑  安田文秀在明治三十三年（1900年）出生，昭和十七年（1942年）擔任鐵真院住持，戰後返日，任福井縣圓福寺住持，昭和三十年（1957年）12月30日過世[11]。
9. ↑  桂光風在安政二年（1855年）出生於安藝國（今廣島縣廣島市），明治三十二年（1899年）因主宰堀內商會臺北支店而來臺，大正二年（1913年）自立門戶，成立「桂商會」，後被推選成為臺北請負業組合長[23]。
10. ↑  學者蕭文杰認為此入浴場不是後來的北投公共浴場（今北投溫泉博物館），因為後者完工於大正二年（1913年）。[18]
11. ↑  一說戰後湯守觀音堂倒塌，佛像因此遷移至普濟寺供奉[7]。
12. ↑  智性法師俗名葉港，在光緒九年（1883年）出生於臺北。早年出家於鼓山湧泉寺，返臺後重建慈航寺，並加入臨濟宗妙心寺派之聯絡寺。民國三十五年（1946年）任鐵真寺代理人，民國五十三年（1964年）過世[11]。
13. ↑  甘珠活佛在民國二年（1914年）生於青海省，三歲在青海廣惠寺出家，之後學習藏文，並開始研讀顯密二教及三藏經典。民國二十二年（1933年）畢業於五當召佛教大學，畢業後開始在各地宣傳顯密二教[25]。民國三十八年（1949年）來臺[25]，駐錫於北投普濟寺[26]，民國四十一年（1952年）受臺灣省政府主席陳誠之邀，與慈航法師、律航法師等人環島佈教，民國四十二年（1953年）、民國四十七年（1958年）年再度環島傳教[26]，後赴香港、泰國、高棉（今柬埔寨）、東南亞等地宣揚佛法[25]。民國五十年（1961年）擔任中國佛教會理事長，翌年辭職，民國五十四年（1965年）於臺北縣新店市（今新北市新店區）大豐路創立「甘珠精舍」[26]。民國六十七年（1978年）農曆五月，在甘珠精舍過世[25]。
14. ↑  一說民國六十七年（1978年）[11]。
15. ↑  性如法師，江蘇人，民國十七年（1928年）出生。其在14歲時出家，21歲在南京寶華山受戒，之後又畢業於上海靜安佛學院，為聖嚴法師之同學。民國三十八年（1949年）因參加僧伽救護隊而來臺，民國四十六年（1957年）擔任《人生》雜誌副主編。後因原住宅遭祝融，無處可住，遂接受甘珠活佛之邀，住進普濟寺，後歷任該寺監院、住持，民國七十四年（1985年）過世[11]。
16. ↑  蓮航法師在民國十三年（1924年）出生，曾就讀於焦山佛學院，民國一百零二年（2013年）過世[11]。
17. ↑  悟一法師，江蘇泰州人[29]，民國十一年（1922年）出生[30]。12歲於淨業庵出家，19歲於寶華山受具足戒[30]。民國三十三年（1944年）畢業於焦山佛學院[30]，為星雲大師之同學[31]。來臺後擔任善導寺監院[31]，其後升任該寺住持，並與南亭和尚、星雲大師共同創立智光高級商工職業學校[30]。80多歲時前往佛光山美國西來寺休養[31]，民國九十二年（2003年）於洛杉磯亨廷頓紀念醫院（英语：Huntington Hospital）過世，享年81歲[31][32]。
18. ↑  兩位法師皆繼承臨濟宗、曹洞宗之法脈。[44][45]
19. ↑  靈雲院為該寺四派本庵之一、妙心寺派下靈雲派本山，創建於大永六年（1526年），下設五百餘座佛寺。[46]:21
20. ↑  秀南禪師為灣生，昭和十二年（1937年）生於臺南市東門町[46]:21，曾於臺南生活一段時間，戰後返回日本[13]，於昭和三十一年（1956年）起師從神戶祥福寺僧堂山田無文並擔任其侍者，後畢業於花園大學，昭和六十年（1985年）接替山田無文晉山擔任靈雲院住持，並兼任靈雲院國際禪友好交流協會會長、日華佛教文化交流協會副會長、南太平洋友好協會副會長、花園大學講師等職，長期參與各國賑災及宗教間對話[47]，也會每年率團拜訪臺灣、中國大陸在地寺廟如新港奉天宮[46]:6、21、創始並參與每年超渡南京大屠殺罹難者的法會等[47]。
21. ↑  慧明法師是南投鹿谷人，民國六十一年（1972年）於佛光山剃度，曾任百丈山力行禪寺方丈導師[11]。
22. ↑  如目法師在十九歲出家，曾任百丈山力行學院禪宗研修所所長[11]。
23. ↑  如廣法師為力行禪宗大學學務長[11]。
24. ↑  海老象徵蝦子，暗示普濟寺位在地勢拱起的山坡地[7]。
25. ↑  江原節郎為長崎縣人，明治十五年（1882年）出生，曾任營建商「太田組」在臺負責人[11]。
26. ↑  桐村純一曾擔任臺灣製莚株式會社專務取締役，昭和二年（1927年）擔任北投庄（今臺北市北投區）長[11]。
27. ↑  鳥居嘉藏在明治五年（1872年）出生，為滋賀縣人，曾任藥劑師，臺灣製莚株式會社專務取締役，大正久年（1920年），任北投庄協議會員[11]。
28. ↑  寺西仙次郎大約於明治三十九年（1906年）來臺，為北投製窯株式會社專務取締役[11]。
29. ↑  鈴木倉吉於明治十二年（1879年）出生，為兵庫縣神戶市人。大正九年（1920年）擔任北投庄協議會員[11]。
30. ↑  木曾留吉於慶應二年（1866年）出生，為江戶（今東京都）人。北投自動車株式會社之老闆，大正九年（1920年）擔任北投庄協議會員[11]。
31. ↑  周碧在光緒八年（1882年）出生，曾任臺陽礦業株式會社監查役、海山炭礦株式會社取締役，戰後擔任北投鎮（今臺北市北投區）首任鎮長[11]。
32. ↑  光緒八年（1882年）出生，昭和三年（1928年）任北投庄協議會員[11]。
33. ↑  等身石為復刻湯守觀音像時剩下的石材。[55]
34. ↑  市集中有販售來自北投溫泉的硫磺粉「湯花」，可用於泡澡、製作手工皂。[56]

## 外部連結
- 官方臉書專頁 （页面存档备份，存于）
- 北投普濟寺—文化部文化資產局（页面存档备份，存于）
- 北投普濟寺  臺北旅遊網